# Zakościele (powiat tomaszowski)
Zakościele – wieś w Polsce położona w województwie łódzkim, w powiecie tomaszowskim, w gminie Inowłódz, nad Pilicą. Wieś liczy około 200 mieszkańców.
Wieś królewska w tenucie inowłodzkiej w powiecie brzezińskim województwa łęczyckiego w końcu XVI wieku. W latach 1975–1998 miejscowość należała administracyjnie do województwa piotrkowskiego.
Początki miejscowości sięgają czasów Kazimierza Wielkiego, który osadził tu cztery rody włoskie. W II połowie XIX wieku rozwinęło się tkactwo ludowe, które funkcjonowało do połowy XX wieku.
W Zakościelu funkcjonuje od 2000 roku ośrodek wypoczynkowy prowadzony przez chrześcijańską fundację PROeM Ministries oraz gospodarstwa agroturystyczne.
Nazwa Zakościele wzięła się od kościółka pod wezwaniem św. Idziego, który znajduje się na granicy między Inowłodzem a Zakościelem.